# Lacapelle-Marival
Pour les articles homonymes, voir Lacapelle.
Lacapelle-Marival (en occitan La madra Marival)  est une commune française, située dans l'est du département du Lot en région Occitanie, dans l'ancienne province du Quercy.
Elle est également dans le Limargue, une région naturelle occupant une dépression verdoyante entre les causses du Quercy et le Ségala quercynois.
Exposée à un climat océanique altéré, elle est drainée par l'Ouysse, le Drauzou, le Francés et par divers autres petits cours d'eau. Incluse dans le bassin de la Dordogne, la commune possède un patrimoine naturel remarquable composé de quatre zones naturelles d'intérêt écologique, faunistique et floristique.
Lacapelle-Marival est une commune rurale qui compte 1 278 habitants en 2022. Ses habitants sont appelés les Marivalois ou  Marivaloises.
La communauté de Saint-Maurice-en-Quercy s'est séparée de Lacapelle-Marival en 1772.

## Géographie

### Situation
Lacapelle-Marival est un village entouré au nord-est de collines boisées des premiers contreforts du Massif central. Le bourg est traversé par un petit ruisseau, le Francès, qui se perd au contact du Causse de Gramat, huit kilomètres plus au sud-ouest, à Théminettes. Les eaux forment ensuite l'Ouysse souterraine.
Au sud, s'élève la colline du pech des Peyrades, dont le relais de télécommunication est visible des alentours. La source dite du Bois Bordet y a été captée sur son versant nord.
Lacapelle-Marival se situe dans le nord-est du département du Lot, sur la D 653 qui relie Cahors à Aurillac et à environ trois kilomètres au nord-est de l'axe Brive-Rodez (D840).

### Communes limitrophes
Les communes limitrophes sont Anglars, Le Bourg, Le Bouyssou, Espeyroux, Labathude, Saint-Bressou et Saint-Maurice-en-Quercy.
| Anglars  | Espeyroux         | Saint-Maurice-en-Quercy |
| Rudelle  | Lacapelle-Marival | Sainte-Colombe          |
| Le Bourg | Le Bourg          | Saint-Bressou           |

### Lieux-dits
La commune de Lacapelle-Marival inclut les villages de Bens, Bétille, Catalo, le Fourson, Gibrat, Lasfargues, Laveyrière, Marcou, le Poteau, Poutiac, Rouget, le Vacant, ainsi que les hameaux du Lac, de la Milhade, de la Verdonie, de Marcel et de Poujatel.

### Géologie
Lacapelle-Marival se situe à la limite du Ségala et du Limargue. On trouve en allant des hauteurs du Ségala (nord-est) aux parties basses du Limargue (sud-ouest), :
- à l'extrême nord-est, des terrains composés de roches métamorphiques et magmatiques qui s'élèvent jusqu'à 588 mètres d'altitude en direction de Saint-Maurice-en-Quercy ;
- au nord-est, des poudingues, grès et argilites (mélange d'argile et de quartz) du Trias et de l'Infra-Lias. À l'est, ces terrains forment la colline du Pech des Peyrades culminant à 498 mètres ;
- vers le sud-ouest, des calcaires, dolomies et cargneules du Lias inférieur sont utilisés comme pâturages ;
- dans la vallée du Francès et de son affluent venant des environs du lieu-dit Causse de Dièze, des alluvions récentes datant du Quaternaire. Les points les plus bas s'y trouvent : 359 mètres.

### Précipitations
Graphique montrant les précipitations annuelles de 1961 à 2006 d'après les mesures de Charles Sourzac (1961 à 1999) et d'Alain Paupert (à partir de 2000), habitants à Lacapelle-Marival.

### Climat
Pour des articles plus généraux, voir Climat de l'Occitanie et Climat du Lot.
En 2010, le climat de la commune est de type climat océanique altéré, selon une étude s'appuyant sur une série de données couvrant la période 1971-2000. En 2020, Météo-France publie une typologie des climats de la France métropolitaine dans laquelle la commune est exposée à un climat de montagne ou de marges de montagne et est dans la région climatique Ouest et nord-ouest du Massif Central, caractérisée par une pluviométrie annuelle de 900 à 1 500 mm, maximale en automne et en hiver.
Pour la période 1971-2000, la température annuelle moyenne est de 11,8 °C, avec une amplitude thermique annuelle de 15,4 °C. Le cumul annuel moyen de précipitations est de 1 191 mm, avec 12,1 jours de précipitations en janvier et 7,1 jours en juillet. Pour la période 1991-2020, la température moyenne annuelle observée sur la station météorologique la plus proche, située sur la commune de Latronquière à 14 km à vol d'oiseau, est de 11,0 °C et le cumul annuel moyen de précipitations est de 1 361,3 mm,. Pour l'avenir, les paramètres climatiques de la commune estimés pour 2050 selon différents scénarios d’émission de gaz à effet de serre sont consultables sur un site dédié publié par Météo-France en novembre 2022.

## Urbanisme

### Typologie
Au 1er janvier 2024, Lacapelle-Marival est catégorisée bourg rural, selon la nouvelle grille communale de densité à sept niveaux définie par l'Insee en 2022.
Elle est située hors unité urbaine et hors attraction des villes,.

### Occupation des sols
L'occupation des sols de la commune, telle qu'elle ressort de la base de données européenne d’occupation biophysique des sols Corine Land Cover (CLC), est marquée par l'importance des territoires agricoles (55,8 % en 2018), une proportion sensiblement équivalente à celle de 1990 (56,5 %). La répartition détaillée en 2018 est la suivante : 
prairies (45,4 %), forêts (31,7 %), zones urbanisées (12,5 %), zones agricoles hétérogènes (10,4 %). L'évolution de l’occupation des sols de la commune et de ses infrastructures peut être observée sur les différentes représentations cartographiques du territoire : la carte de Cassini (XVIIIe siècle), la carte d'état-major (1820-1866) et les cartes ou photos aériennes de l'IGN pour la période actuelle (1950 à aujourd'hui).

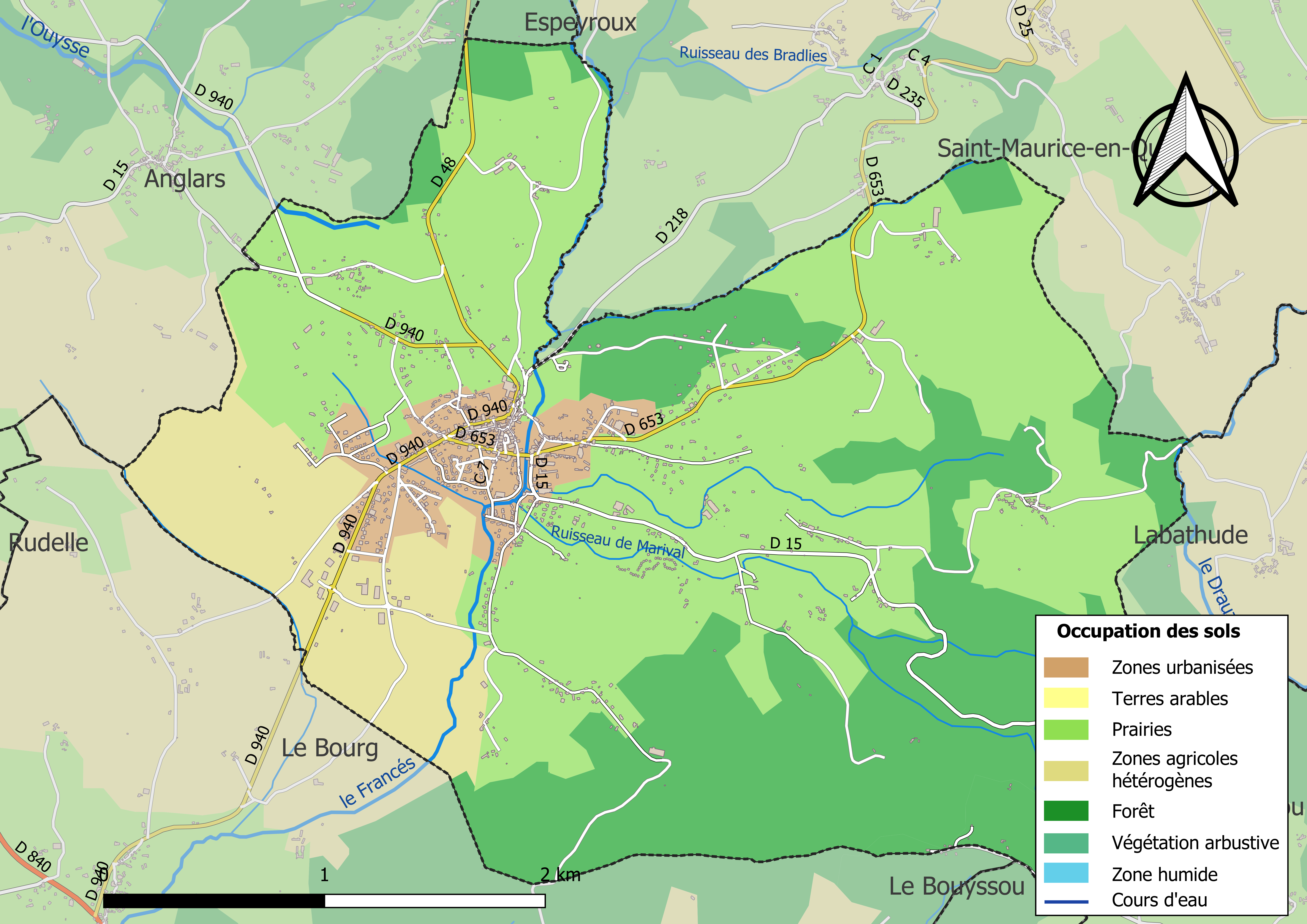
Carte des infrastructures et de l'occupation des sols de la commune en 2018 (CLC).

### Risques majeurs
Le territoire de la commune de Lacapelle-Marival est vulnérable à différents aléas naturels : météorologiques (tempête, orage, neige, grand froid, canicule ou sécheresse), inondations, feux de forêts, mouvements de terrains et séisme (sismicité très faible). Il est également exposé à un risque particulier : le risque de radon. Un site publié par le BRGM permet d'évaluer simplement et rapidement les risques d'un bien localisé soit par son adresse soit par le numéro de sa parcelle.

#### Risques naturels
Certaines parties du territoire communal sont susceptibles d’être affectées par le risque d’inondation par débordement de cours d'eau, notamment l'Ouysse, le Drauzou et le Francés. La cartographie des zones inondables en ex-Midi-Pyrénées réalisée dans le cadre du XIe Contrat de plan État-région, visant à informer les citoyens et les décideurs sur le risque d’inondation, est accessible sur le site de la DREAL Occitanie. La commune a été reconnue en état de catastrophe naturelle au titre des dommages causés par les inondations et coulées de boue survenues en 1982, 1988, 1993, 1994 et 1999,.
Lacapelle-Marival est exposée au risque de feu de forêt. Un plan départemental de protection des forêts contre les incendies a été approuvé par arrêté préfectoral le 30 novembre 2015 pour la période 2015-2025. Les propriétaires doivent ainsi couper les broussailles, les arbustes et les branches basses sur une profondeur de 50 mètres, aux abords des constructions, chantiers, travaux et installations de toute nature, situées à moins de 200 mètres de terrains en nature
de bois, forêts, plantations, reboisements, landes ou friches. Le brûlage des déchets issus de l’entretien des parcs et jardins des ménages et des collectivités est interdit. L’écobuage est également interdit, ainsi que les feux de type méchouis et barbecues, à l’exception de ceux prévus dans des installations fixes (non situées sous couvert d'arbres) constituant une dépendance d'habitation.

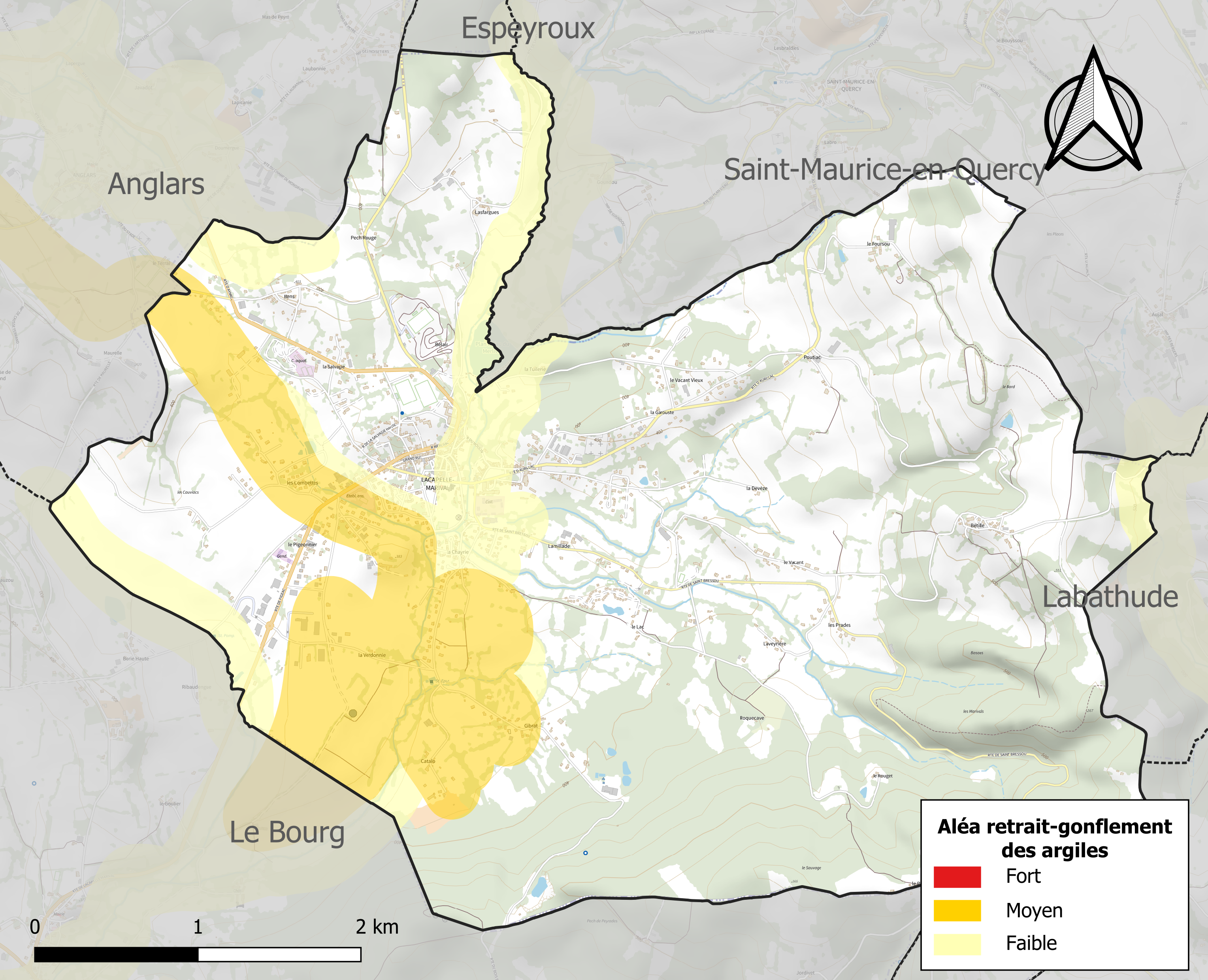
Carte des zones d'aléa retrait-gonflement des sols argileux de Lacapelle-Marival.

Les mouvements de terrains susceptibles de se produire sur la commune sont des éboulements, chutes de pierres et de blocs et des glissements de terrain.
Le retrait-gonflement des sols argileux est susceptible d'engendrer des dommages importants aux bâtiments en cas d’alternance de périodes de sécheresse et de pluie. 12,5 % de la superficie communale est en aléa moyen ou fort (67,7 % au niveau départemental et 48,5 % au niveau national). Sur les 695 bâtiments dénombrés sur la commune en 2019, 128 sont en aléa moyen ou fort, soit 18 %, à comparer aux 72 % au niveau départemental et 54 % au niveau national. Une cartographie de l'exposition du territoire national au retrait gonflement des sols argileux est disponible sur le site du BRGM,.
Par ailleurs, afin de mieux appréhender le risque d’affaissement de terrain, l'inventaire national des cavités souterraines permet de localiser celles situées sur la commune.
Concernant les mouvements de terrains, la commune a été reconnue en état de catastrophe naturelle au titre des dommages causés par la sécheresse en 1989, 2018 et 2019 et par des mouvements de terrain en 1999.

#### Risque particulier
Dans plusieurs parties du territoire national, le radon, accumulé dans certains logements ou autres locaux, peut constituer une source significative d’exposition de la population aux rayonnements ionisants. Certaines communes du département sont concernées par le risque radon à un niveau plus ou moins élevé. Selon la classification de 2018, la commune de Lacapelle-Marival est classée en zone 3, à savoir zone à potentiel radon significatif.

## Toponymie
L'ancien nom du lieu était Lacapelle-Merlival. Lacapelle était parfois écrit en deux mots La Capelle. On trouve aussi l'ancienne dénomination La Chapelle-Merlival[réf. nécessaire].
Le toponyme Lacapelle-Marival est basé, pour sa première partie, sur le latin capella qui désigne une chapelle. Marival est basé sur merli issu du pré-indo-européen merl qui désigne un cours d'eau et sur val.

## Histoire

### Les temps anciens
Lors de l'occupation romaine, une voie de communication aurait traversé la région de Lacapelle. Elle reliait Lyon à Bordeaux en passant par Clermont, Aurillac et Agen.
Le docteur Labat rapporte la légende de la Marie del Val. Ce nom serait celui d'une jeune bergère qui aurait été martyrisée par un groupe de musulmans lors de leur retraite en 732 à la suite de leur défaite face à Charles Martel à la bataille de Poitiers. Une petite chapelle aurait été bâtie à cet endroit : la capelle de la Marie del Val, dont les vestiges auraient été découverts en 1957.

### Au Moyen Âge, la féodalité
Au Xe siècle, Lacapelle-Marival est mentionnée dans les écrits liés à la vie de saint Géraud. Cet évêque et comte d'Aurillac possédait en Quercy de grands domaines incluant Saint-Cirgues, Le Bourg et Lacapelle.
Avant la fin de la vie de Saint Géraud, pendant une période trouble, les premiers comtes du Quercy étendirent leurs domaines et établirent la maison de Cardaillac. En 1064, Hugues de Cardaillac, dans son hommage à son seigneur le comte de Toulouse, déclara posséder la contrée autour de Cardaillac : Aynac, Leyme, Molières, Gorses, Prendeignes, Camburat et Lacapelle. Au XIIe siècle, il est vraisemblable que Lacapelle possédait une tour seigneuriale au milieu de bâtisses en bois dans un castrum, dont le cœur du village possède encore la forme et dont la place centrale est devenue la Place du Fort.
Dans son testament en 1266, Bertrand III de Cardaillac partagea son héritage entre ses trois fils. Son fils aîné Géraud Ier reçut le château de Cardaillac, les terres de Saint-Maurice-en-Quercy, Lacapelle, Rudelle, Camboulit. Il fut le fondateur de la seigneurie de Lacapelle-Marival. Il améliora les fortifications du bourg qui ne comptait alors qu'une centaine d'habitants. En l’absence d’étude approfondie, on a longtemps cru qu’il édifia un château vers 1270, en forme de donjon, spacieux et tout à fait habitable. Mais de récentes études permettent aujourd’hui de dater l’élévation principale du château du XVe siècle, après la fin de la guerre de Cent Ans.
À la mort de Géraud Ier en 1293, son unique fils Géraud II rédigea un acte qui accordait des libertés aux habitants des terres de Lacapelle. Les habitants du bourg de Lacapelle et de Saint-Maurice-en-Quercy n'en bénéficièrent qu'au XIVe siècle. Quatre consuls, deux pour Lacapelle et deux pour Saint-Maurice-en-Quercy représentèrent les habitants. Son fils aîné, Bertrand Ier, lui succéda,
Puis ce fut Bertrand II, fils aîné du précédent, qui se maria en 1313. C'est à cette époque (1348-1349) que l'épidémie de peste noire emporta dans la contrée un habitant sur huit.
Bertrand III, second fils, épousa le 24 janvier 1367 Dauphine d'Arillac. Durant la guerre de Cent Ans, il lutta contre les Anglais. Malgré des alliances avec les seigneurs voisins de Castelnau, Thémines et Gramat, la ville tomba en 1388 ou 1389 entre les mains de routiers anglais.
Guillaume II, fils unique de Bertrand III, lui succéda, il épousa en 1386 Mathée de Cornac. Son fils (ou celui de sa veuve avec Bernard de Castrie ?) Guisbert devint le nouveau seigneur de Cardaillac et Lacapelle. Il rendit hommage au roi le 19 juin 1462. Il organisa la justice à Lacapelle en 1465. La population avait été tellement réduite durant cette période d'agitation que Guisbert de Cardaillac, dut faire venir de nombreux colons d'Auvergne, du Rouergue et du Gévaudan.

### À la Renaissance
Fin du XVe siècle, sous les règnes de Charles VIII et Louis XII, le seigneur de Lacapelle, Astorg de Cardaillac, participe aux guerres d'Italie avec Galiot de Genouillac seigneur d'Assier. Il favorise l'implantation d'une verrerie qui acquit une grande réputation. Les frères Colomb, originaires de Laguépie, s'enrichissent et furent anoblis.
Sous le règne de François Ier, le fils aîné d'Astorg, Jean de Cardaillac, lieutenant d'artillerie, fut tué en 1521. Il n'eut qu'une seule fille Françoise. Gilibert, frère de Jean, s'empara de la succession malgré les actions en justice devant le Parlement de Toulouse des trois tuteurs de Françoise. Gilibert, paisible seigneur, mourut en 1536.

### Pendant les Guerres de religion

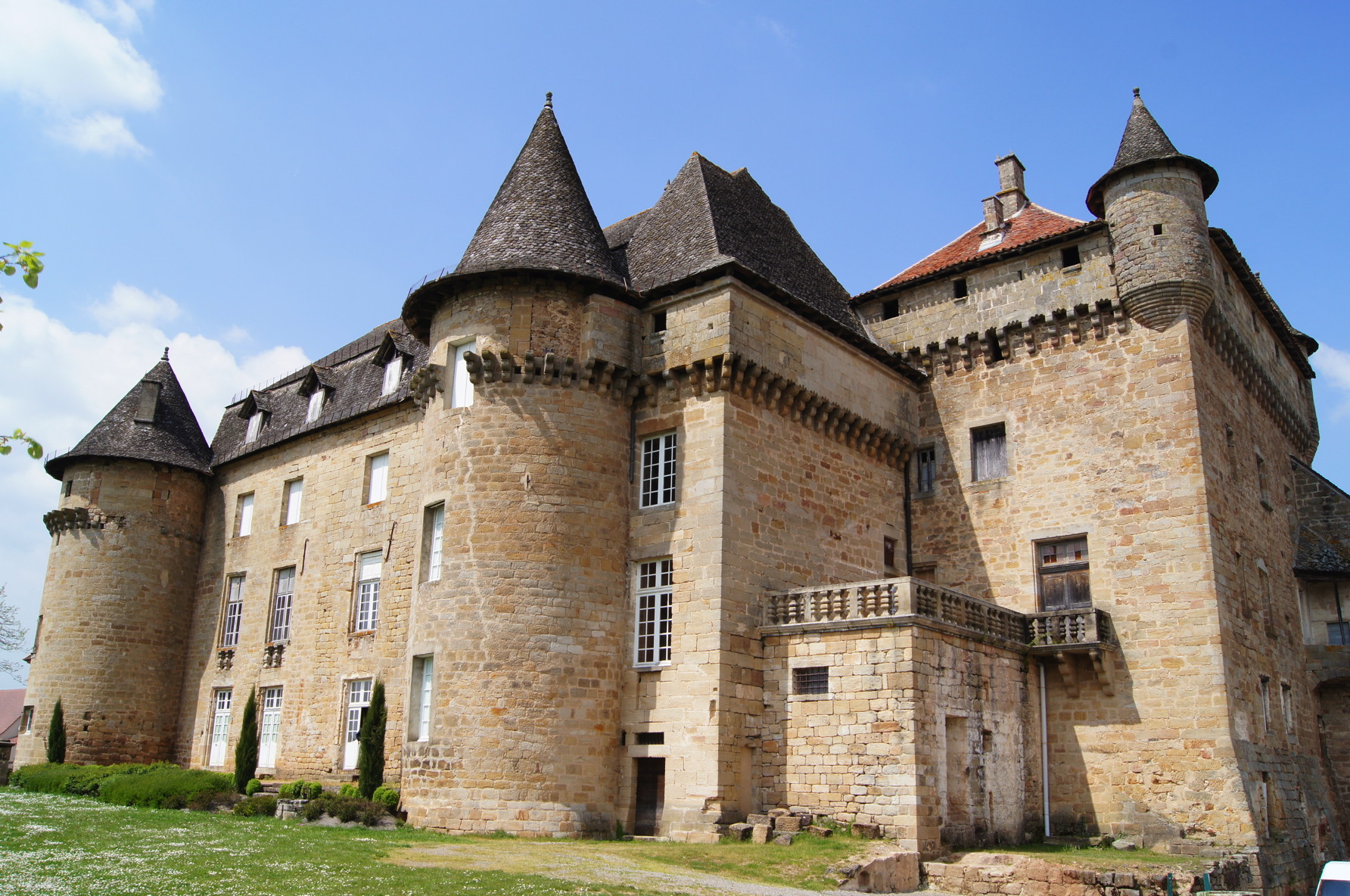
Le château de Lacapelle-Marival.

Lors des Guerres de religion, le second fils de Gilibert de Cardaillac, Antoine, devint le seigneur de Lacapelle. Chevalier de l'ordre du Roi, il fut aussi sénéchal du Quercy et gentilhomme ordinaire du roi Charles IX. Le 11 avril 1576, il vendit sa charge de sénéchal et entreprit l'agrandissement du château de Lacapelle et la réfection de l'église après destruction de l'ancienne église romane du XIIe siècle.
Le Quercy fut alors le théâtre de féroces affrontements entre catholiques et protestants. Antoine de Cardaillac soutenait la cause des catholiques alors que ses parents de Cardaillac et de Latronquière s'était convertis à la religion réformée. Les habitants durent rejoindre les villes où leur parti était le plus fort. Antoine de Cardaillac sut préserver ses possessions et, gouverneur de Figeac il repoussa les protestants en 1569. Il mourut en 1586 et fut inhumé dans l'église de Notre-Dame de Lacapelle.

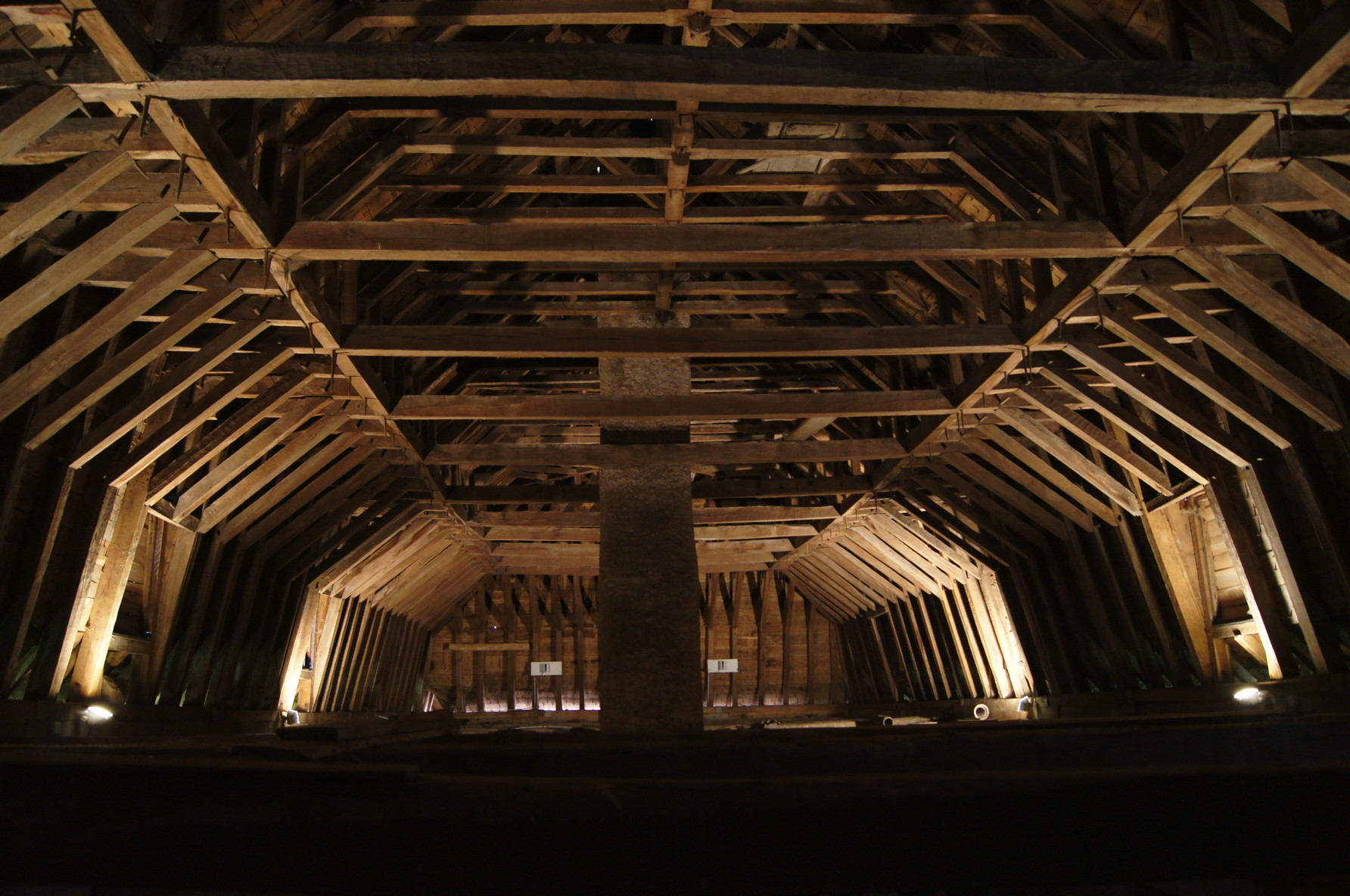
Charpente du château de Lacapelle-Marival.

Après l'Édit de Nantes, Lacapelle servit de refuge aux catholiques et Cardaillac aux protestants.
Le fils aîné d'Antoine, François reçut la succession. Il épousa le 15 août 1595 Madeleine de Bourbon Malause, fille du chambellan du roi de France. Ils eurent 18 enfants. François repris l'agrandissement du château. Il continua à défendre la royauté et le catholicisme. Blessé lors d'un affrontement avec le clan des protestants à Fons le 10 mars 1622, il décéda le lendemain. Son meurtrier fut tué par son fils Henry-Victor de Cardaillac.

### L'éloignement des Cardaillac et la vente de la seigneurie
Henri-Victor de Cardaillac passa sa vie à la cour de Louis XIII. Il disposait de revenus très importants pour l'époque : plus de 15000 livres. Il épousa, le 22 mai 1624, Elizabeth de Pluvinel, fille d'Antoine de Pluvinel, maître d'équitation et sous-gouverneur de Louis XIII. Vers 1630, la peste frappa à nouveau la région et emporta de nombreux habitants. La seigneurie de Lacapelle fut érigée en marquisat par Louis XIV, le 15 mai 1645 pour les services rendus par Henri-Victor lors de campagnes militaires. Une grande tapisserie aux armes d'alliance Cardaillac-Pluvinel, surmontée de la couronne de marquis, est conservée au musée départemental de la tapisserie d'Aubusson. Sa mort vers 1661 semble marquer la fin d'une période plutôt heureuse pour Lacapelle et ses habitants.
Son héritier et troisième fils, le marquis Thomas Jean-Baptiste de Cardaillac, intenta à ses parents de nombreux procès. Les habitants durent subir les différends des deux parties, avec, par exemple le paiement en double des droits seigneuriaux, ou le siège du château en 1661. La fortune familiale fut engloutie dans ces querelles. Thomas Jean-Baptiste décéda en 1695 sans descendant, en conflit avec tous les tenanciers de ses terres. Il institua son épouse Paule de Gondrin, marquise de Lacapelle, légataire pendant la durée de sa vie.
Un de ses neveux, Bertrand de Cardaillac, lui succéda. Il hérita aussi des procès engagés, qu'il réussit à arrêter par de fortes sommes le 24 août 1723. Il eut alors de gros problèmes financiers. À sa mort, il laissa la seigneurie à son frère Thomas II Jean-Baptiste. Ne pouvant plus faire face aux nombreuses charges, ce dernier vendit les terres et les titres de Lacapelle le 20 juillet 1732 à messire François Emmanuel de Loupiac, seigneur de la Deveze, maréchal de camp des armées du roi, pour la somme de 120 000 livres.
Le maréchal de la Deveze vécut à Paris et mourut en 1732. Son petit-fils, messire Joseph de Glandié, seigneur de Vareix, chevalier de Saint-Louis, lieutenant-Colonel d'un régiment d'artillerie royale.. se montra intraitable en demandant aux habitants mécontents les services et redevances en vigueur au Moyen Âge. Il mourut le 20 octobre 1757 à 84 ans sans voir l'issue des procès engagés et sans enfant. Il fut inhumé dans la chapelle Saint-Roch de l'église de Lacapelle.
Son frère, l'abbé de Vareix, devint à la fois marquis et prêtre de Lacapelle à l'âge de 84 ans. Il poursuivit les actions engagées en justice et gagna les procès. La communauté de Lacapelle dut lui verser plus de 8000 livres. L'abbé mourut 6 avril 1767 à 91 ans.

### Période de la Révolution
Le neveu par alliance de l'abbé de Vareix, Alfonse-Louis du Montet hérita de la terre et du château de Lacapelle en 1767. Les difficultés ne firent qu'empirer. En 1772, Saint-Maurice-en-Quercy obtint contre l'avis de la communauté de Lacapelle la séparation. Un orphelinat fut créé le 18 juillet 1779.
Jean-Romain du Montet, son 3e fils lui succéda. Ce fut le dernier seigneur de Lacapelle.
Pendant la révolution, il s'enfuit. Le château subit plusieurs pillages pendant la Terreur. Le maire de l'époque, Antoine Bedou, fit inscrire ses propriétés sur la liste des biens nationaux. Le docteur Cadiergues déclara que le citoyen Dumontet-Cardaillac, s'il avait quitté Lacapelle, n'avait jamais émigré. Ses biens furent mis aux enchères le 30 floréal de l'an IV. Sa sœur, Françoise de Gasc, loua le château pour 580 livres par an et acheta les autres articles sous des prête-noms.
Ce ne fut que le 8 floréal de l'an VIII que le citoyen Dumontet-Cardaillac put reprendre possession de ses biens, mais bien vite, il les vendit à des particuliers de Lacapelle.

### Période moderne
Au XIXe siècle, Lacapelle accueillit de nombreuses foires agricoles où s'échangeaient des céréales et des noix du Limargue, des châtaignes du Ségala, des bovins, des moutons et des volailles. L'industrie resta modeste : les verriers du XVe avaient disparu et seule une tuilerie ainsi que deux moulins subsistaient près du Francès. De nombreuses auberges étaient liées au petit commerce. Des travaux routiers furent entrepris vers 1860 pour la déviation de l'actuelle D 940 par Le Bourg.
Le couvent des Bénédictines de Notre-Dame-du-Calvaire s'installa à nouveau au bourg de Lacapelle en 1843 sur l'instigation de l'abbé Pierre Cadiergues. Les religieuses créèrent, au château du Galaup, une école de jeunes filles qui ferma en 1905. Avec l'aide de la population et de la municipalité, elles firent bâtir le monastère du Moutier-Notre-Dame dans lequel elles géraient une ferme. Leur nombre atteignit plus de 110 religieuses à la fin du XIXe siècle.
En 1879, l'orphelinat, créé en 1779, fut dirigé par les sœurs de Saint-Vincent-de-Paul.
La vie politique fut parfois agitée : le 5 août 1883, le député Louis Rozière fut agressé à coup de pied et reçu un coup d'arme blanche à l'arcade. Il soutenait Émile Laparra à l'élection du conseil général du 12 août 1883 et fut pris à partie par des partisans de Robert Fraysse, à cette époque maire de Lacapelle et candidat.

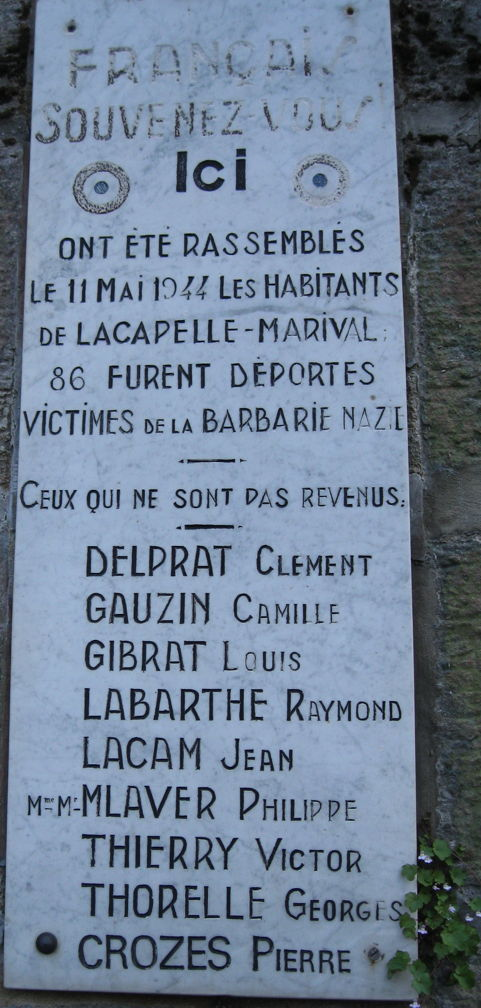
Plaque commémorative de la rafle du 11 mai 1944.

La commune resta rurale durant le XXe siècle. Une tentative d'exploitation des eaux thermales de la source du bois Bordet échoua au début du siècle.

### Seconde Guerre mondiale
Lors de la seconde Guerre mondiale, le 11 mai 1944, à 6 heures du matin, de nombreux véhicules de la 2e division SS Das Reich bloquent les issues du village. Ils demandent au maire, le docteur Cadiergues, de rassembler tous les hommes, de 16 à 60 ans sur la place du village. À 18 heures, après un tri arbitraire, 86 furent  chargés sur des camions et dirigés vers Cahors et furent déportés, 10 ne revinrent jamais.
Le 1er juin 1944 à 15 heures, plusieurs camions de maquisards ayant attaqué les allemands s'arrêtèrent une heure dans la commune pour se ravitailler et se rafraîchir. A 18 heures, arrivent leurs poursuivants : des soldats et des hommes de la Gestapo. Après avoir interrogé pendant vingt minutes le docteur Cadiergues sous la menace d'un revolver, ils repartent vers Figeac.
Un jour de foire, le 8 juin 1944 vers 18 heures, les habitants sont avertis de l'arrivée d'un groupe d'allemands et s'enfuient. M. Barrès est blessé d'une balle de fusil mitrailleur. Il est relevé par ses voisins MM. Sainte-Marie et Nastorg. Le maire plaide pour qu'il soit soigné à l'hôpital de Figeac où il décédera après son opération. Ses deux voisins furent emmenés à Tulle. Ils furent contraints d'assister aux pendaisons avant d'être libérés.

## Politique et administration

### Liste des maires
| Période | Période | Identité            | Étiquette | Qualité                                          |
| ------- | ------- | ------------------- | --------- | ------------------------------------------------ |
| 2008    |         | Pascal Lewicki      |           | Professeur de Physique, Conseiller Départemental |
| 1977    | 2008    | René Delluc         |           | Agriculteur                                      |
| 1970    | 1977    | Jean-Gabriel Costes |           | Fils de Gilbert Costes                           |

(Tableau version 11/11/2006)

### Politique environnementale
Une nouvelle chaufferie, utilisant principalement le bois, et un réseau de chaleur de plus de 4 kilomètres de longueur ont été inaugurés le 15 octobre 2014 pour un coût de 2 650 000 Euros. L'installation, définie et gérée par le Syndicat Départemental d’Élimination des Déchets (SYDED) du Lot, comporte une chaudière consommant 1 500 tonnes de Plaquette forestière pour une puissance de 1 500 kW. Elle est assistée par temps froid et en cas de maintenance par deux unités à fioul de 1 500 kW chacune. Le réseau dessert 124 échangeurs répartit dans des logements, maisons de retraite, établissements d'enseignement et divers lieux publics pour une énergie annuelle de 4 140 MWh. Ce dispositif permettra d'économiser annuellement 800 tonnes équivalent pétrole et d'éviter le rejet de 1 200 tonnes de dioxyde de carbone.
La déchèterie de Lacapelle-Marival est située au lieu-dit Pech Boudie à 1,5 km au Nord-Est du bourg. Elle dépend du Syndicat Départemental d’Élimination des Déchets (SYDED) du Lot.

### Finances locales
Cette section est consacrée aux finances locales de Lacapelle-Marival de 2000 à 2018.
Les comparaisons des ratios par habitant sont effectuées avec ceux des communes de 500  à   2 000 habitants de 500 à 2 000 hab appartenant à un groupement fiscalisé, c'est-à-dire à la même strate fiscale.

#### Budget général
Pour l'exercice 2018, le compte administratif du budget municipal de Lacapelle-Marival s'établit à  2 365 330 € en dépenses et 2 527 060 € en recettes :
- les dépenses se répartissent en 916 470 € de charges de fonctionnement et 1 448 860 € d'emplois d'investissement ;
- les recettes proviennent des 1 391 420 € de produits de fonctionnement et de 1 135 640 € de ressources d'investissement.

#### Fonctionnement
|                                                                                               | Lacapelle-Marival (€/hab.) | Strate (€/hab.) |                                 |
| --------------------------------------------------------------------------------------------- | -------------------------- | --------------- | ------------------------------- |
| Résultat comptable                                                                            | 363 €                      | 146 €           | Picto disque bleu : écart fort  |
| Charges de personnels                                                                         | 353 €                      | 274 €           | Picto cercle bleu : écart moyen |
| Achats et charges ext.                                                                        | 235 €                      | 198 €           | Picto cercle bleu : écart moyen |
| charges financières                                                                           | 25 €                       | 18 €            | Picto disque bleu : écart fort  |
| subventions versées                                                                           | 20 €                       | 26 €            | Picto cercle bleu : écart moyen |
| contingents                                                                                   | 0 €                        | 45 €            | Picto disque bleu : écart fort  |
| Impôts locaux                                                                                 | 445 €                      | 307 €           | Picto disque bleu : écart fort  |
| dotation globale de fonctionnement                                                            | 205 €                      | 147 €           | Picto disque bleu : écart fort  |
| Autres impôts                                                                                 | 21 €                       | 51 €            | Picto disque bleu : écart fort  |
| Écart par rapport à la moyenne de la strate : · de 0 à 10 % ; de 10 à 30 % ; supérieur à 30 % |                            |                 |                                 |

Pour Lacapelle-Marival en 2018, la section de fonctionnement se répartit en 916 470 €  de charges (700 € par habitant) pour 1 391 420 € de produits (1 062 € par habitant), soit un solde de la section de fonctionnement de 474 950 € (363 € par habitant) :
- le principal pôle de dépenses de fonctionnement est celui des charges de personnels[Note 3] pour une valeur de 462 000 € (50 %), soit 353 € par habitant, ratio supérieur de 29 % à la valeur moyenne pour les communes de la même strate (274 € par habitant). Pour la période allant de 2014 à 2018, ce ratio fluctue et présente un minimum de 344 € par habitant en 2016 et un maximum de 394 € par habitant en 2014. Viennent ensuite les groupes des achats et charges externes[Note 4] pour 34 %, des charges financières[Note 5] pour 4 %, des subventions versées[Note 6] pour 3 % et finalement celui des contingents[Note 7] pour des sommes inférieures à 1 % ;
- la plus grande part des recettes est constituée des impôts locaux[Note 8] pour une somme de 583 000 € (42 %), soit 445 € par habitant, ratio supérieur de 45 % à la valeur moyenne pour les communes de la même strate (307 € par habitant). Depuis 5 ans, ce ratio fluctue et présente un minimum de 408 € par habitant en 2014 et un maximum de 444 € par habitant en 2018. Viennent ensuite de la dotation globale de fonctionnement (DGF)[Note 9] pour 19 % et des autres impôts[Note 10] pour 4 %.

La dotation globale de fonctionnement est quasiment égale à celle versée en 2017.
| |
| Valeurs en millier d'euros (k€) · Lacapelle-Marival, Valeur totale : Charges de personnel achats et charges externes |

| |
| Valeurs en millier d'euros (k€) · Lacapelle-Marival, Valeur totale : charges financières subventions versées |

#### Fiscalité communale
|                                                                                               | Lacapelle-Marival (%) | Strate (%) |                                 |
| --------------------------------------------------------------------------------------------- | --------------------- | ---------- | ------------------------------- |
| Taxe d'habitation                                                                             | 14,45                 | 12,34      | Picto cercle bleu : écart moyen |
| Taxe foncière sur le bâti                                                                     | 25,09                 | 15,41      | Picto disque bleu : écart fort  |
| Taxe foncière sur le non bâti                                                                 | 196,61                | 43,70      | Picto disque bleu : écart fort  |
| Écart par rapport à la moyenne de la strate : · de 0 à 10 % ; de 10 à 30 % ; supérieur à 30 % |                       |            |                                 |

Le tableau T2p compare les taux d'imposition locaux à ceux des autres communes de la même strate fiscale.
Les taux des taxes ci-dessous sont votés par la municipalité de Lacapelle-Marival. Ils ont varié de la façon suivante par rapport à 2017 :
- la taxe d'habitation égale 14,45 % ;
- la taxe foncière sur le bâti égale 25,09 % ;
- celle sur le non bâti égale 196,61 %.

| |
| Valeurs en % · Lacapelle-Marival, Taux : taux taxe habitation taux foncier bâti · taux moyen pour la strate : taux taxe habitation taux foncier bâti |

#### Investissement
|                                                                                               | Lacapelle-Marival (€/hab.) | Strate (€/hab.) |                                |
| --------------------------------------------------------------------------------------------- | -------------------------- | --------------- | ------------------------------ |
| Dépenses d'équipement                                                                         | 1 063 €                    | 307 €           | Picto disque bleu : écart fort |
| Remboursements d'emprunts                                                                     | 41 €                       | 68 €            | Picto disque bleu : écart fort |
| subventions reçues                                                                            | 268 €                      | 81 €            | Picto disque bleu : écart fort |
| fctva                                                                                         | 151 €                      | 36 €            | Picto disque bleu : écart fort |
| Nouvelles dettes                                                                              | 0 €                        | 70 €            | Picto disque bleu : écart fort |
| Écart par rapport à la moyenne de la strate : · de 0 à 10 % ; de 10 à 30 % ; supérieur à 30 % |                            |                 |                                |

Cette section détaille les investissements réalisés par la commune de Lacapelle-Marival.
Les emplois d'investissement en 2018 comprenaient par ordre d'importance :
- des dépenses d'équipement[Note 12] pour une somme de 1 393 000 € (96 %), soit 1 063 € par habitant, ratio supérieur de 246 % à la valeur moyenne pour les communes de la même strate (307 € par habitant). En partant de 2014 et jusqu'à 2018, ce ratio fluctue et présente un minimum de 254 € par habitant en 2015 et un maximum de 1 063 € par habitant en 2018 ;
- des remboursements d'emprunts[Note 13] pour une valeur totale de 54 000 € (4 %), soit 41 € par habitant, ratio inférieur de 40 % à la valeur moyenne pour les communes de la même strate (68 € par habitant).

Les ressources en investissement de Lacapelle-Marival se répartissent principalement en :
- subventions reçues pour  352 000 € (31 %), soit 268 € par habitant, ratio supérieur de 231 % à la valeur moyenne pour les communes de la même strate (81 € par habitant). Sur les 5 dernières années, ce ratio fluctue et présente un minimum de 66 € par habitant en 2016 et un maximum de 268 € par habitant en 2018 ;
- fonds de Compensation pour la TVA pour une valeur totale de 197 000 € (17 %), soit 151 € par habitant, ratio supérieur de 319 % à la valeur moyenne pour les communes de la même strate (36 € par habitant).

| |
| Valeurs en millier d'euros (k€) · Lacapelle-Marival, Valeur totale : Dépenses d'équipement Remboursements d'emprunts |

| |
| Valeurs en millier d'euros (k€) · Lacapelle-Marival, Valeur totale : Nouvelles dettes subventions reçues Fonds de compensation pour la TVA |

#### Endettement
|                                                                                               | Lacapelle-Marival (€/hab.) | Strate (€/hab.) |                                 |
| --------------------------------------------------------------------------------------------- | -------------------------- | --------------- | ------------------------------- |
| Encours de la dette                                                                           | 813 €                      | 615 €           | Picto disque bleu : écart fort  |
| annuité de la dette                                                                           | 66 €                       | 86 €            | Picto cercle bleu : écart moyen |
| Capacité d'autofinancement                                                                    | 370 €                      | 156 €           | Picto disque bleu : écart fort  |
| Écart par rapport à la moyenne de la strate : · de 0 à 10 % ; de 10 à 30 % ; supérieur à 30 % |                            |                 |                                 |

L'endettement de Lacapelle-Marival au 31 décembre 2018 peut s'évaluer à partir de trois critères : l'encours de la dette, l'annuité de la dette et sa capacité de désendettement :
- l'encours de la dette pour  1 065 000 €, soit 813 € par habitant, ratio supérieur de 32 % à la valeur moyenne pour les communes de la même strate (615 € par habitant). Sur les 5 dernières années, ce ratio fluctue et présente un minimum de 543 € par habitant en 2016 et un maximum de 836 € par habitant en 2017 ;
- l'annuité de la dette pour une somme de 86 000 €, soit 66 € par habitant, ratio inférieur de 23 % à la valeur moyenne pour les communes de la même strate (86 € par habitant). Sur les 5 dernières années, ce ratio fluctue et présente un minimum de 65 € par habitant en 2018 et un maximum de 73 € par habitant en 2017 ;
- la capacité d'autofinancement (CAF) pour une valeur totale de 485 000 €, soit 370 € par habitant, ratio supérieur de 137 % à la valeur moyenne pour les communes de la même strate (156 € par habitant). Sur la période 2014 - 2018, ce ratio fluctue et présente un minimum de 317 € par habitant en 2015 et un maximum de 370 € par habitant en 2018. La capacité de désendettement est d'environ 2 années en 2018. Sur une période de 19 années, ce ratio présente un minimum d'environ un an en 2008 et un maximum d'environ 7 années en 2002.

Les courbes G4a et G4b présentent l'historique des dettes de Lacapelle-Marival.
|                                                                                    |
| Valeurs en euros · Lacapelle-Marival, Par habitant : CAF Encours total de la dette |

|                                                                            |
| Valeurs en années · Lacapelle-Marival, : Ratio = Encours de la dette / CAF |

## Population et société

### Démographie
L'évolution du nombre d'habitants est connue à travers les recensements de la population effectués dans la commune depuis 1793. Pour les communes de moins de 10 000 habitants, une enquête de recensement portant sur toute la population est réalisée tous les cinq ans, les populations de référence des années intermédiaires étant quant à elles estimées par interpolation ou extrapolation. Pour la commune, le premier recensement exhaustif entrant dans le cadre du nouveau dispositif a été réalisé en 2005.

En 2022, la commune comptait 1 278 habitants, en évolution de −0,08 % par rapport à 2016 (Lot : +1,31 %, France hors Mayotte : +2,11 %).
| 1793 | 1800  | 1806  | 1821  | 1831  | 1836  | 1841  | 1846  | 1851  |
| ---- | ----- | ----- | ----- | ----- | ----- | ----- | ----- | ----- |
| 854  | 1 013 | 1 156 | 1 226 | 1 240 | 1 331 | 1 351 | 1 610 | 1 462 |

| 1856  | 1861  | 1866  | 1872  | 1876  | 1881  | 1886  | 1891  | 1896  |
| ----- | ----- | ----- | ----- | ----- | ----- | ----- | ----- | ----- |
| 1 450 | 1 452 | 1 342 | 1 527 | 1 475 | 1 548 | 1 551 | 1 468 | 1 307 |

| 1901  | 1906  | 1911  | 1921 | 1926 | 1931 | 1936 | 1946 | 1954  |
| ----- | ----- | ----- | ---- | ---- | ---- | ---- | ---- | ----- |
| 1 073 | 1 028 | 1 039 | 872  | 878  | 851  | 925  | 958  | 1 005 |

| 1962 | 1968 | 1975  | 1982  | 1990  | 1999  | 2005  | 2006  | 2010  |
| ---- | ---- | ----- | ----- | ----- | ----- | ----- | ----- | ----- |
| 942  | 993  | 1 151 | 1 202 | 1 201 | 1 247 | 1 317 | 1 320 | 1 328 |

| 2015  | 2020  | 2022  | - | - | - | - | - | - |
| ----- | ----- | ----- | - | - | - | - | - | - |
| 1 287 | 1 285 | 1 278 | - | - | - | - | - | - |

### Enseignement
Lacapelle-Marival possède une école maternelle publique, une école primaire publique, le collège Jean-Monnet et un lycée professionnel agricole.

### Maison des services
Une maison des services offre à la population des permanences depuis 2014 :
- de l'assistante sociale[38] ;
- du centre médico-social Ségala Limargue[39] ;
- de l'ADMR[39] ;
- de la bibliothèque[40] ;
- d'une école de musique[41];
- du Réseau d'Assistantes Maternelles (RAM)[39].

### Sports
- Club de Football : Union Foot Marivalois évoluant en ligue Midi-Pyrénées, championnat de Promotion Ligue ;
- Club de rugby à XV le Stade Marivalois évoluant dans le championnat de France de 3e division fédérale pour la saison 2006-2007 ;
- Club de voitures radio commandées : Racing Club Marivalois 46 (RCM 46), affilié à ligue 14 de la fédération française de voitures radio commandées sous le numéro 905. Le club dispose d'une piste TT 1⁄8 (Tout Terrain à l'échelle un huitième) près de l'étang de Lasfargue[42] ;
- Piste de BMX en cours de construction. La terre, issue des travaux de construction de la centrale thermique voisine, a été mise en forme les 14 et 15 mars 2015 grâce à une bourse de la Direction de la jeunesse et des sports du Lot[43] ;
- Club de moto-cross : Motoclub Lacapelle-Marival créé en 1953 par Georges Filhol. Le club organise depuis 1998 des manifestations nationales et internationales dans les catégories 125 cm3, side-car cross, MX3.. Le club gère un circuit de 1 680 mètres situé au-dessus de l'étang de Lasfargue et disposant d'une boucle de chronométrage, d'une grille de départ à 40 éléments et d'une aire de lavage[44].

## Économie

### Emplois et ressources
Certaines activités restent liées à l'agriculture :
- une laiterie collecte le lait pour le groupe Danone : 20 emplois ;
- des ateliers d'entretien et de vente de matériels agricoles et travaux publics ;
- une coopérative agricole.

De nombreuses personnes âgées sont venues dans le Lot et constituent une grande partie de la population de Lacapelle. Des services adaptés se sont développés :
- l'association d'Aide à Domicile en Milieu Rural (ADMR) pour le portage des repas, 50 emplois à temps partiel en 2007 ;
- le Service de Soins Infirmiers à Domicile (SSIAD), 7 emplois ;
- deux maisons de retraite dont une qui occupe l'ancien couvent du Moutiers-Notre-Dame : 60 emplois ;
- des structures médicales et médico-sociales dépendant de l'Institut Camille-Miret qui emploie 750 personnes à Leyme.

On trouve aussi :
- des commerces et supermarchés ;
- des services liés à l'automobile ;
- des antennes de services publics : EDF, le service territorial routier, dépendant du conseil général du Lot (ex-DDE) ;
- une station d'embouteillage de l'eau captée non loin de la source du Bois Bordet, commercialisée sous le nom La Marivaloise.

### Tourisme
Le riche passé historique de la ville est symbolisé par le château érigé par la famille de Cardaillac et par la vieille ville avec ses maisons en pierre de taille.
La commune offre aux visiteurs les services d'un office de tourisme situé dans le hall d'accueil du château, de nombreux gites ainsi que le camping municipal du Bois de Sophie.
Une des branches des chemins de pèlerinage de Saint-Jacques-de-Compostelle venant du Puy-en-Velay passe par Lacapelle. Cet itinéraire est aussi un sentier de grande randonnée : le GR6.
Le village a fait partie de l'association « Les Plus Beaux Villages de France », mais n'est plus labellisé à ce jour.

## Culture locale et patrimoine

### Lieux et monuments
- Le château de Lacapelle-Marival[47] des XVe et XVIe siècles (classé Monument historique le 24 janvier 1939) érigé par la famille de Cardaillac, (voir la partie Histoire), propriété de la commune de Lacapelle[48]. Le massif donjon carré, à machicoulis et flanqué d'échauguettes à chacun de ses angles, remonte au XIIIe siècle, tandis que le corps de logis, cantonné de grosses tours rondes, qui lui est accolé, a été ajouté au XVe siècle. Les membres de l'association des amis du château organisent des visites en juillet et août ;
- L'église de l'Assomption-de-la-Sainte-Vierge de Lacapelle-Marival, construite en 1575 sur l'emplacement de l'ancienne chapelle romane du XIIe siècle, remaniée en 1835. Tableau du XVIIIe représentant l'Assomption de la Vierge et tableau du docteur Cadiergues qui représente des brancardiers pendant la première Guerre mondiale ;
- Chapelle de la maison de retraite le Moutiers de Lacapelle-Marival.
- L'Arbol : porte de l'ancienne enceinte du château, flanquée d'une tour ;
- La halle du XVe siècle ;
- La place de Laroque  d'où fut tirée la pierre qui servit à l'édification du donjon ;
- Le lac et son lavoir ;
- Le Bois Bordet et ses sentiers ;
- La source du bois Bordet ;
- Sentier de grande randonnée GR 6 allant de Sainte-Foy-la-Grande (Gironde) à Saint-Paul-sur-Ubaye (Alpes-de-Haute-Provence) ;
- Le camping municipal du Bois de Sophie ;
- Le circuit de moto-cross.

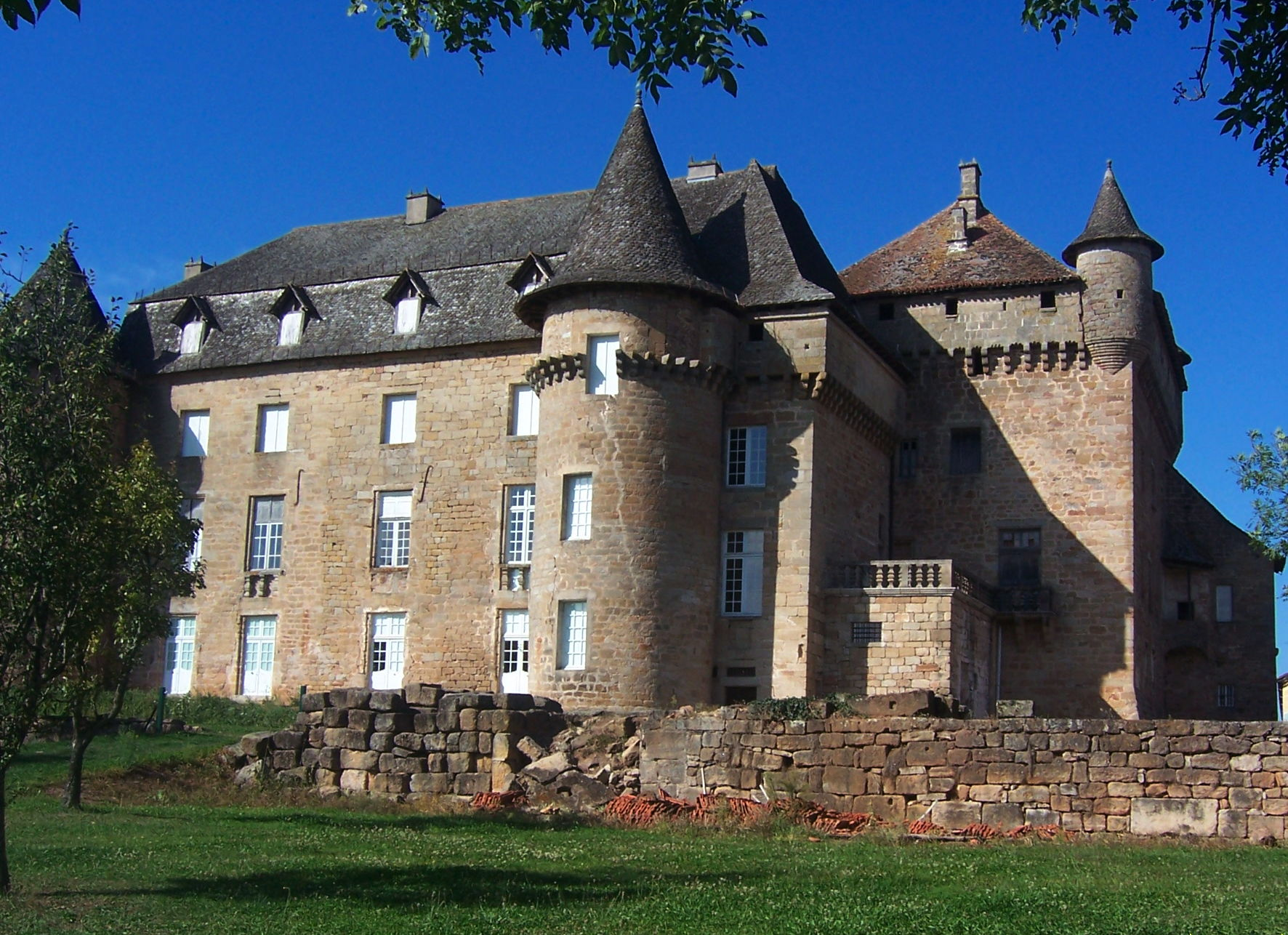
La façade sud du château.
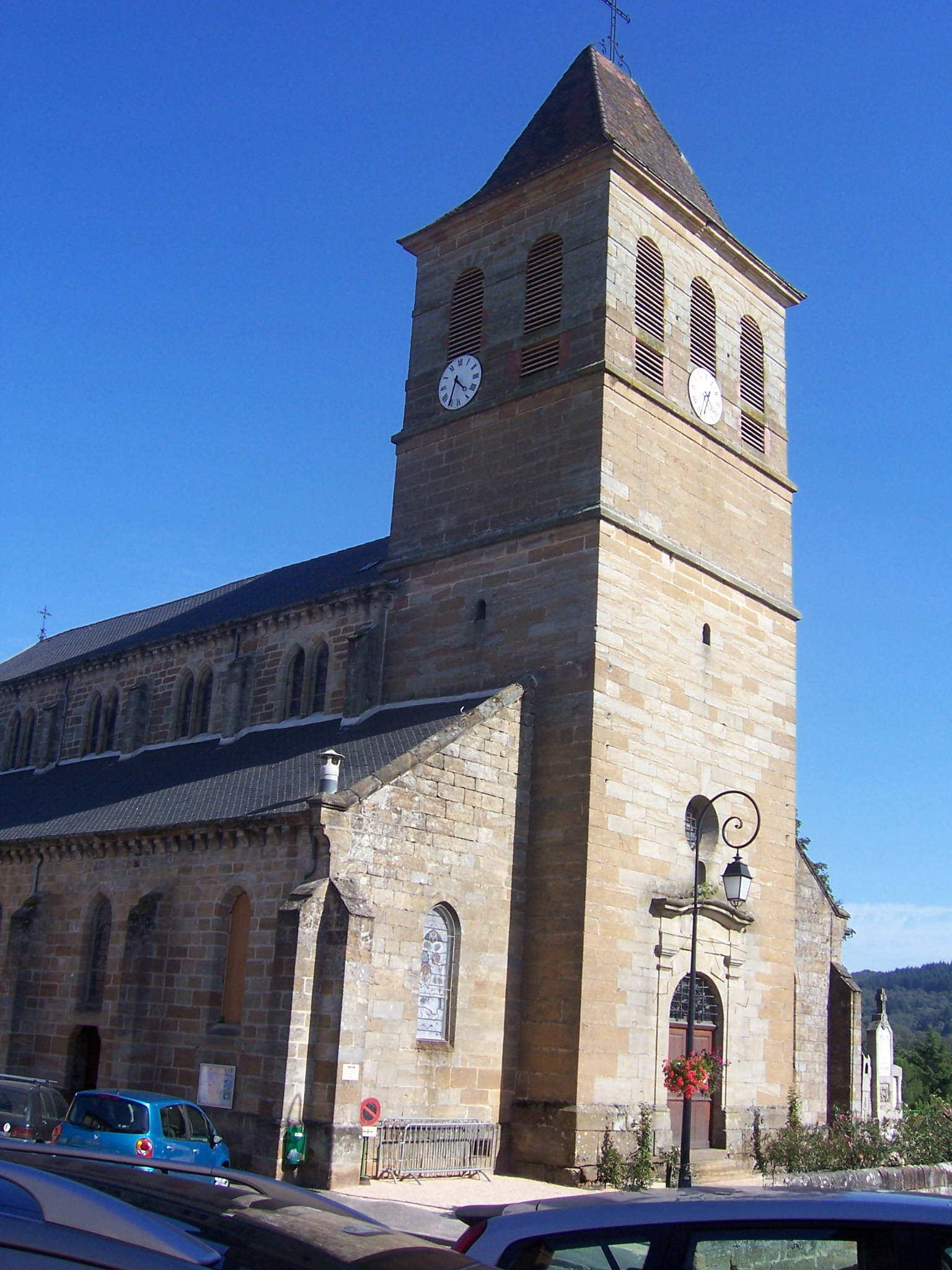
L'église de l'Assomption-de-la-Sainte-Vierge de Lacapelle-Marival du XVe siècle.
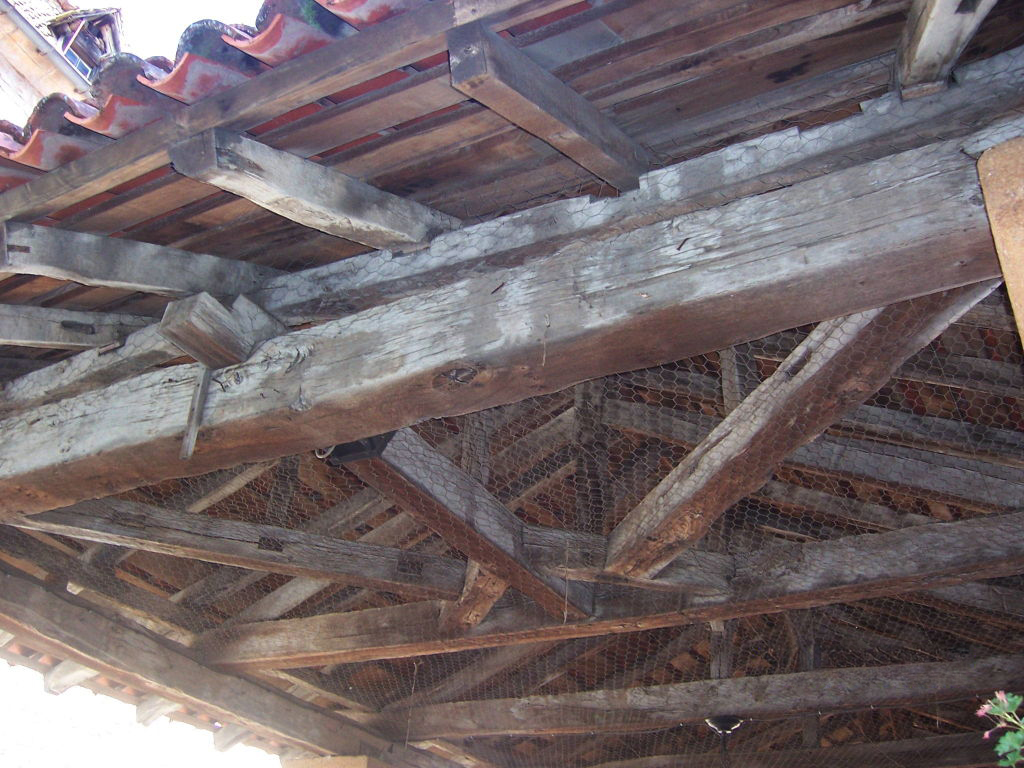
Détail de la charpente de la halle.
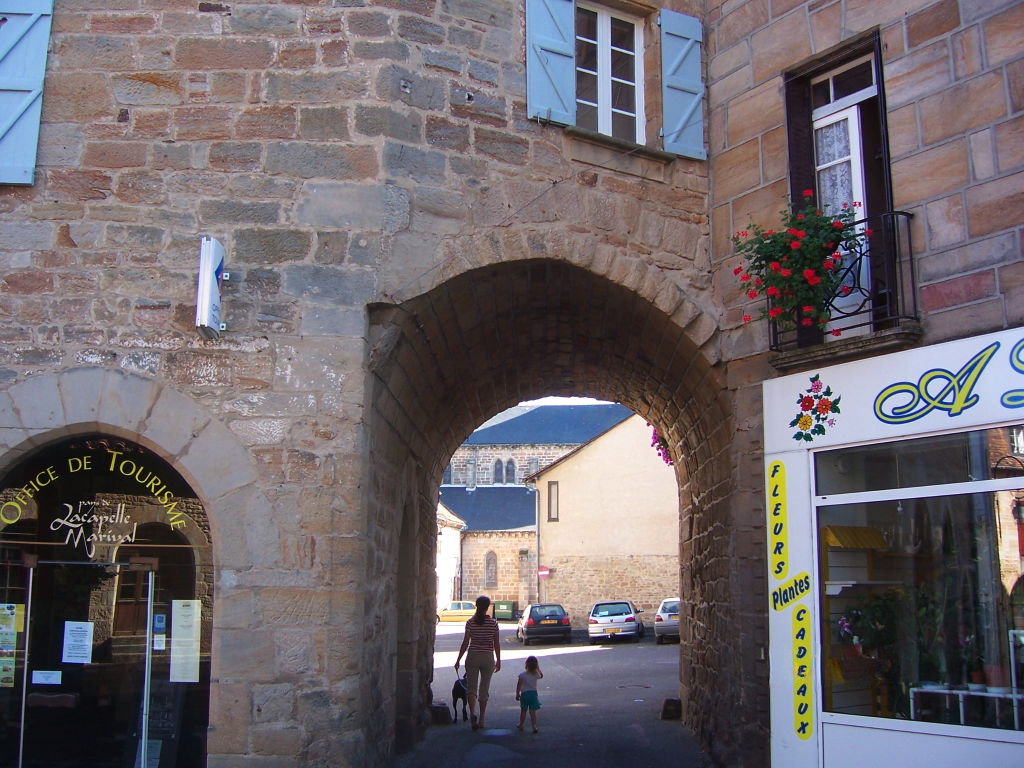
Porte de l'Arbol vers la place du Fort.
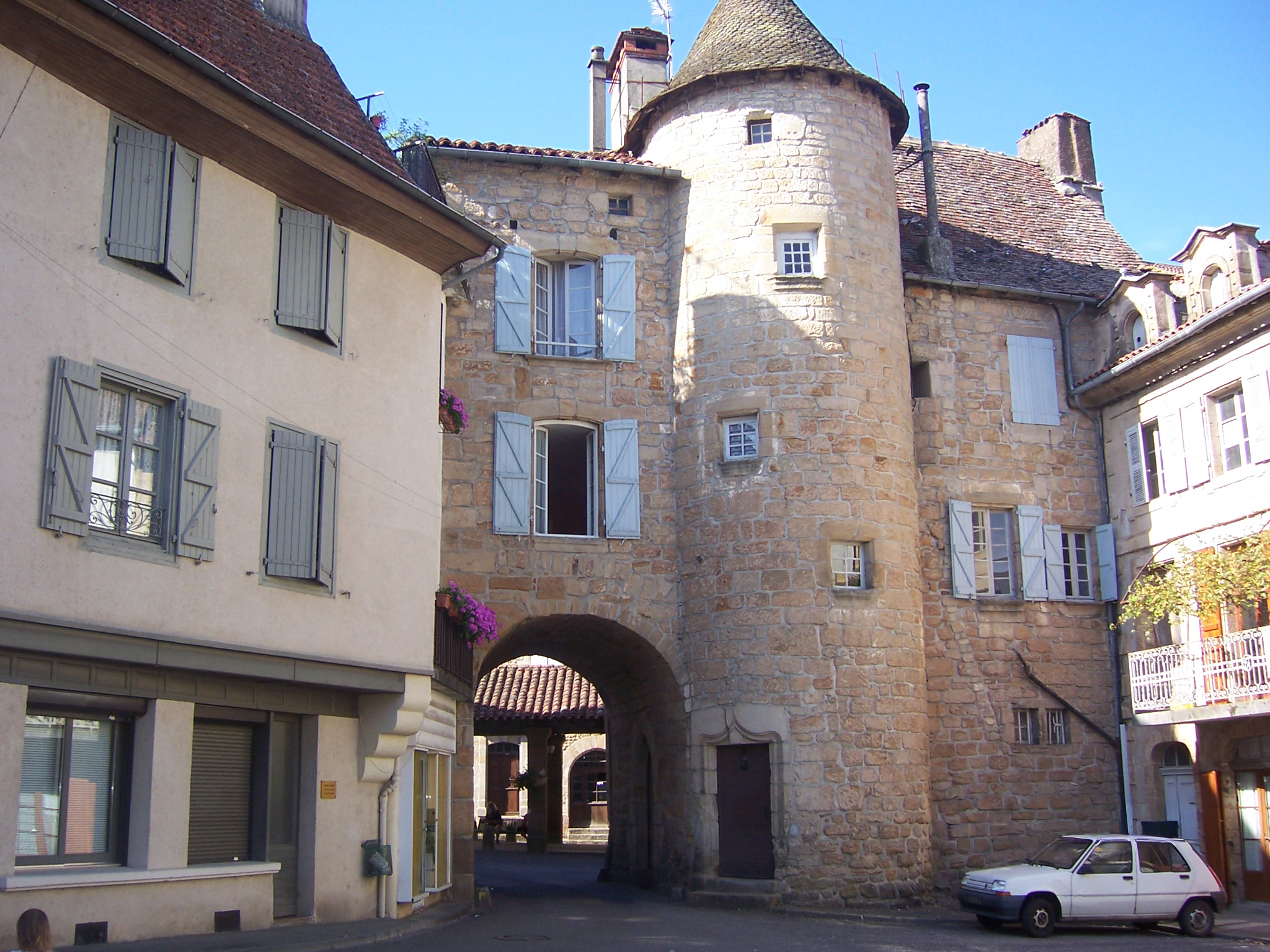
Porte de l'Arbol vue depuis la place du Fort.
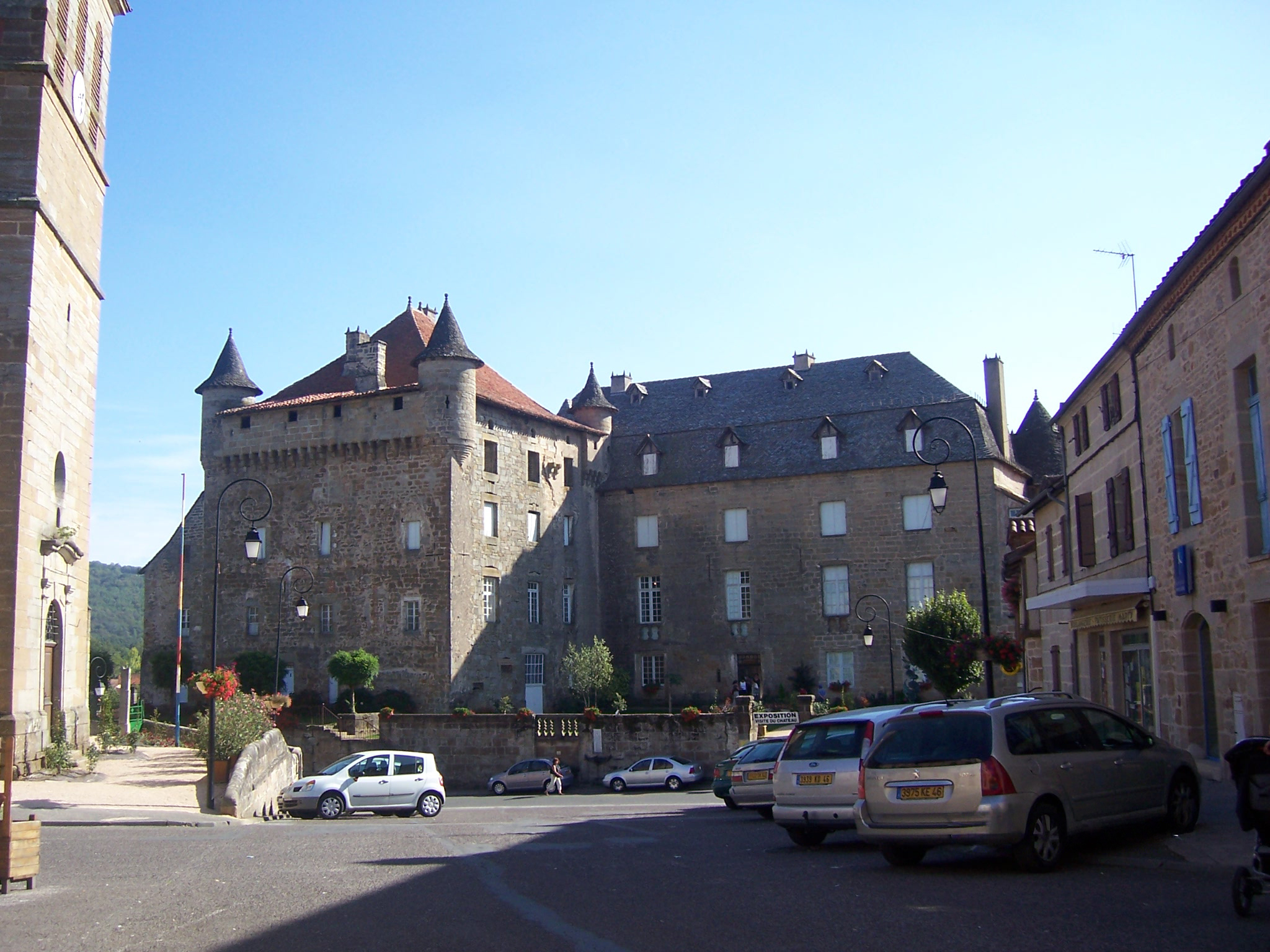
La place du Fort.
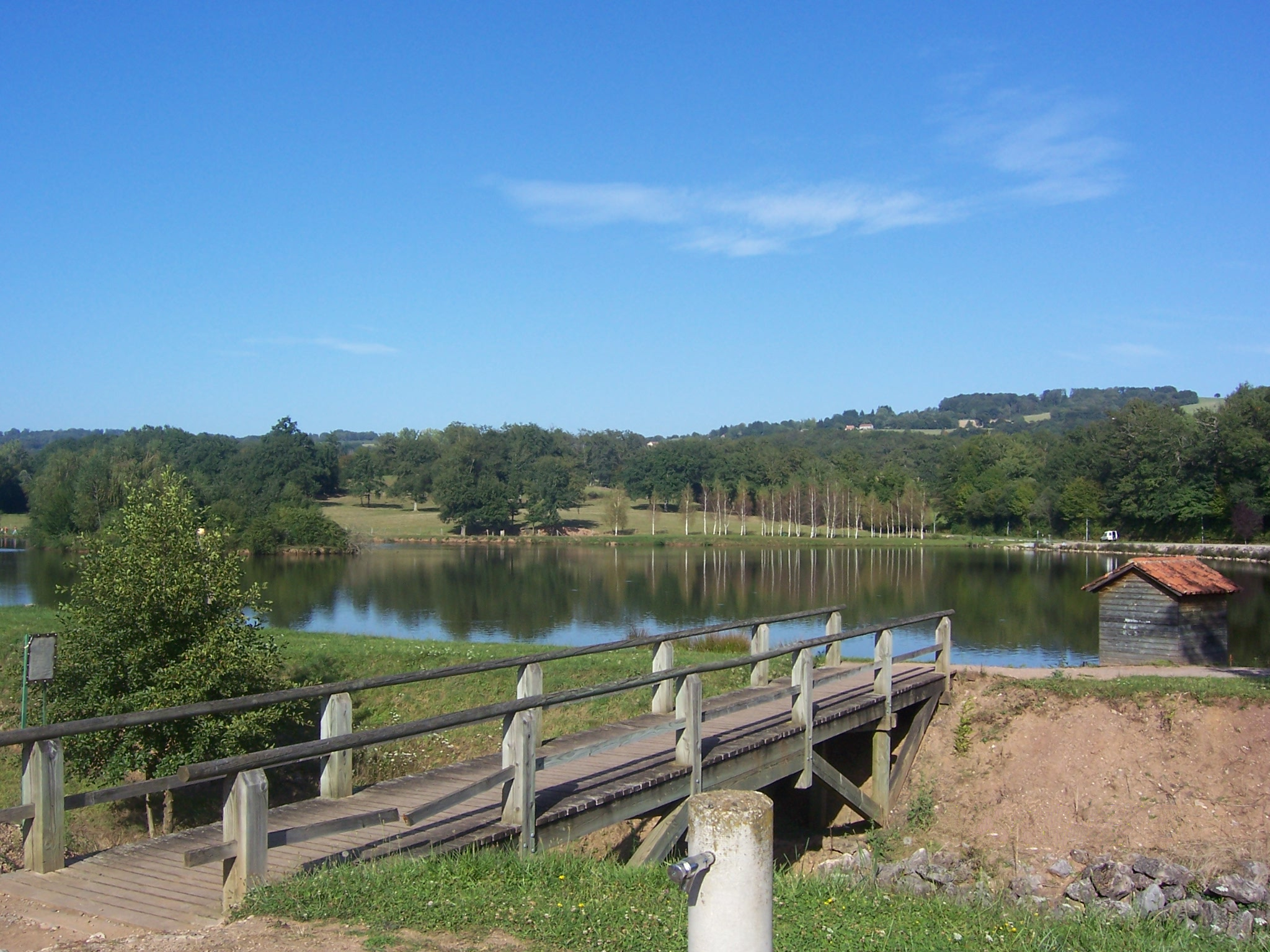
Le lac.
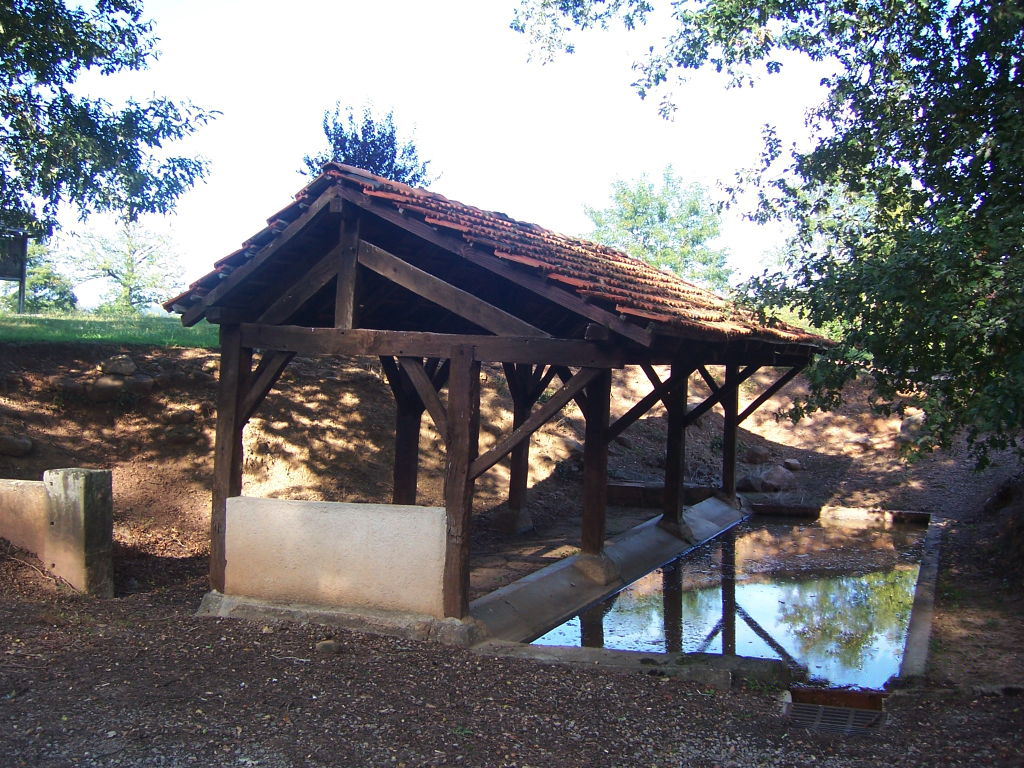
Le lavoir près du lac.

### Personnalités liées à la commune
- Certains membres de la famille de Cardaillac ont joué un rôle d'importance pendant le Moyen Âge et la Renaissance : sénéchal du Quercy, membres de l'entourage des rois de France comme Antoine de Cardaillac gentilhomme de Charles IX, Henry-Victor de Cardillac à la cour de Louis XIII et Louis XIV, plusieurs ont exercé des commandements militaires importants (Voir la partie Histoire). Leur devise : « Toto Noscuntur In Orbe » qui signifie « Ils sont connus dans le monde entier ».
- Filles du Calvaire
- Jean-Henri d'Ardenne de Tizac dit Jean Viollis, y est né le 17 mai 1877, écrivain naturaliste et sinologue.
- Lucien Vanel était un grand restaurateur bien connu dans la région Midi-Pyrénées. Après avoir exercé cette activité pendant plus de 20 ans à Lacapelle-Marival (46), où il était né, il est parti pour s’installer à Toulouse en 1973, rue Maurice Fonvieille. Il devient le chef emblématique de la ville durant vingt ans, pendant lesquels il ne cessa de défendre une cuisine de qualité, respectueuse des produits et des saisons. Le prix Lucien Vanel est attribué à l’établissement obtenant la meilleure appréciation générale (prix, créativité, accueil, service, cadre…). Lucien Vanel est décédé le 10 juin 2010 à Toulouse.
- Maurice Reygasse (1881-1965), né à Lacapelle d’un père pharmacien, préhistorien, fit l’essentiel de sa carrière en Algérie, maître de conférences à Alger. En avril 1932, il guida, dans le nord de l’Algérie, son ami l’abbé Henri Breuil, qui, 30 ans plus tôt, avait poursuivi la découverte de la grotte du Mas-d'Azil.

### Héraldique
| Blason de Lacapelle-Marival | « De gueules à la chapelle d'argent. » |